# 가사도 (남송)

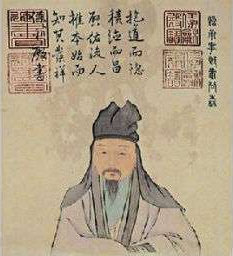

가사도(賈似道, 1213년 - 1275년)는 중국의 남송 이종, 도종, 공제 때의 군인이자 정치가이다.

## 생애
아버지가 관료라서 11세에 음서로 관직에 나갔다. 누이가 남송의 황제 이종의 왕후였기 때문에, 그 인연으로 출세가도를 달리게 된다. 가사도는 집착적일만큼 미술이나 예술품 수집광이었고, 그 방면에 통달하였다. 예술에 대한 안목뿐만 아니라 머리도 뛰어난 사람이었기 때문에 황제에게 중용되어, 1246년 국경 수비대장에 취임을 한다.
1259년(개경 원년)에 몽골이 남송에 침공해 왔다. 가사도는 쿠빌라이의 군대를 악주(무창)에서 격파한 공적으로 재상에 등용된다. 이때 가사도가 대승한 말을 할 수 있던 것은, 몽골의 황제 몽케가 사망했기 때문에, 퇴각하지 않을 수 없었기 때문이다. 또는 가사도와 쿠빌라이와의 사이에 밀약이 있었다는 설도 있다.
가사도가 재상으로 취임한 다음, 1264년(경정 5년)에는 이종이 붕어하고 어리석은 황제 도종이 즉위했다. 이 때문에 남송의 실권은 완전하게 가사도의 것이 되고, 가사도는 재상과 태사에 이르기까지 요직을 독점함으로써 독재 정치를 시작하게 된다.
가사도는 스스로의 독재권 강화를 위해, 우선 자신에게 반대한 일파를 철저하게 배제했다. 또한 몽골의 침공이 거세졌기 때문에, 남송에 여문환 등의 군벌 세력이 커지고 있었지만, 가사도는 자신의 독재권을 강화하기 위해 이들 군인을 중앙으로부터 격리시키고, 몽골 군이 침공해도 원군을 보내지 않았다고도 말한다. 또 상원(과거시험의 수석 급제자)였을 뿐만 아니라 애국심과 강인한 정신력을 가지고 있었던 문천상이 자신에게 영합하지 않는다고 하여 요직에서 밀어내었다.
1275년 푸젠 성 저우룽(현, 장저우 시)에서 원나라 군과의 전투 중, 남송 장수들 중 정호신(鄭虎臣)이 사주한 병사에 의해 진중에서 빙편(冰片, 보르네올)으로 독살되었다. 시신은 버려졌고 행방은 알 수 없다.

## 업적
재정을 충당하기 위해 측량이나 통화개혁, 나아가서는 공전법을 채용하거나, 전리품을 착복하거나, 전비를 속였던 장군을 처벌하는 등으로, 남송 전시 경제를 긴축하고, 학생을 중용하고 남송의 문화적 발전을 도모한 업적 등 일부에 있어서는 평가를 받을만하다.

## 같이 보기
- 쿠빌라이 칸
- 문천상